# Matija Jonko
Matija Jonko, slovenski politik, * 14. februar 1825, Lokve, Črnomelj, † 25. avgust 1902, Bovec.
Na Goriškem je služboval kot orožnik. Kasneje se je preselil v  Bovec, se tu posvetil trgovini in politiki ter si ustvaril veliko premoženje. Bil je dolga leta župan ter predsednik bovškega cestnega in šolskega odbora. Postal je eden najvplivnejših mož v zgornji soški dolini. 27. junija 1880 je bil v mestni kuriji namesto Andreja Winklerja, ki je odstopil, ko je bil 5. maja 1880 imenovan za deželnega predsednika Kranjske, izvoljen v goriški deželni zbor. V isti kuriji je bil ponovno izvoljen 27. junija 1883.  V deželnem zboru je 1. maja 1880 vložil pismeno zahtevo za ureditev ceste med Kobaridom in Žago.